# Östlicher Schnegel
Der Östliche Schnegel (Lehmannia nyctelia), auch Unechter Baumschnegel oder Bacchus-Schnegel, ist eine ursprünglich in Südosteuropa einheimische Nacktschneckenart aus der Familie der Schnegel (Limacidae). Sie ist inzwischen nahezu weltweit in gemäßigte Regionen verschleppt worden.

## Merkmale
Das Tier misst im Adultstadium ausgestreckt etwa 5 cm. Der Körper ist leicht grau-gelb gefärbt. Seitlich befinden sich zwei dunkle Farbstreifen (Binden), die sich relativ weit oben befinden. Zwei dunklere Binden verlaufen nahe den Rändern des Mantelschilds. Manche Tiere weisen noch zusätzlich ein unregelmäßiges Muster dunklerer Flecken auf dem Mantelschild auf, die unter Umständen zu einer "Mittelbinde" konzentriert sein können. Es gibt auch fast blasse Exemplare, denen Farbmuster und Binden fast völlig fehlen. In Gebirgsregionen kommen auch völlig schwarze Formen vor. Das Atemloch ist häufig dunkel umrandet. Die Sohle ist hellgrau gefärbt, der Schleim ist farblos. Der Kiel ist recht kurz und auf den hinteren Teil des Fußes beschränkt.
Im männlichen Teil der Geschlechtsorgane ist der zylindrische Penis unregelmäßig gedreht oder spiralig aufgerollt. Der basale Teil des Penis ist meist dunkel pigmentiert. Es ist keine peniale Drüse vorhanden.

## Ähnliche Arten
Der Östliche Schnegel ist in der Zeichnung sehr variabel und mit Hilfe äußerer Merkmale nicht einfach von Lehmannia marginata zu unterscheiden.

## Geographisches Vorkommen, Lebensraum und Lebensweise
Das ursprüngliche Verbreitungsgebiet der Art ist nicht sicher bekannt, vermutlich liegt es in der Region Ungarn, Rumänien und Bulgarien. Heute erstreckt sich das Vorkommen von Bulgarien, Albanien, Rumänien, Ungarn über die Slowakei, Österreich, Tschechien bis nach Süddeutschland und im Norden bis Südpolen. Im Gebirge steigt die Art bis auf 2700 m. Die Art ist häufig in Gewächshäusern in Europa zu finden. Inzwischen ist der Östliche Schnegel außerdem noch nach Nordafrika, Südafrika, Neuseeland, Australien, Japan und in die USA verschleppt worden.
Die Art lebt in Europa hauptsächlich in Buchenwäldern, im Gebirge auch bis oberhalb der Baumgrenze. Sie kriecht auf Bäumen, Felsen und Felsgeröll herum und versteckt sich unter der Rinde von Bäumen und unter Steinen.

## Gefährdung und Schutz
In Bayern steht die Art auf der Roten Liste gefährdeter Schnecken und Muscheln (Mollusca), ebenso in Berlin. Nach der aktuelleren "Rote(n) Liste der Binnenmollusken (Schnecken (Gastropoda) und Muscheln (Bivalvia)) in Deutschland" von 2009 gilt die Art als verschollen bzw. ausgestorben, der letzte Nachweis stammt von 1967.